# Šest suita za violončelo solo (Bach)
Šest suita za violončelo solo je ciklus suita za violončelo njemačkoga baroknog skladatelja Johanna Sebastina Bacha. Cijeli ciklus je napisan za solo instrument, bez ikakvog oblika pratnje, a sastoji se od ovih suita:
1. suita u G-duru, BWV 1007
2. suita u d-molu, BWV 1008
3. suita u C-duru, BWV 1009
4. suita u Es-duru, BWV 1010
5. suita u c-molu, BWV 1011
6. suita u D-duru, BWV 1012

Djelo je poznato iz rukopisa Bachove druge žene, Anne Magdalene Bach, te iz nekoliko kasnijih prijepisa. Prve 4 suite napisane su bez posebnih napomena o ugađanju instrumenta, što znači da su namijenjene uobičajeno ugođenom violončelu (C-G-d-a). 5. suita sadrži napomenu za ugađanje (tzv. scordaturu), gdje je izvođaču preporučeno najvišu žicu (a) sniziti za veliku sekundu, tako da zvuči kao g (C-G-d-g). U 6. suiti se pak preporuča izvedba na instrumentu s pet žica (C-G-d-a-e1). Iako su neki muzikolozi smatrali ovo djelo izvorno predviđenim za Violu pomposu, instrument s 5 žica nalik današnjoj violi, većina se danas ipak slaže da se radilo o manjem tipu violončela s dodanom petom žicom (tzv. violoncello piccolo).

## Stavci
Svaka suita ima po šest stavaka nazvanim francuskim imenima, od kojih su svi, osim uvodnog Preludea, plesni. Raspored stavaka je, izuzme li se pretposljednji, stalan:
1. Prelude
2. Allemande
3. Courante
4. Sarabande
5. Promjenjivi stavak (Menuet I. i II. u 1. i 2. suiti; Bouree I. i II. u 3. i 4. suiti; Gavotte I. i II. u 5. i 6. suiti)
6. Gigue

Svi su stavci u temeljnome tonalitetu suite, osim drugog dijela promjenjivog stavka (Menuet II., Bouree II., Gavotte II.) koji je većinom u paralelnom tonalitetu.

## Izvedbe
Bachov ciklus suita bio je malo poznat dok ga u prvoj polovici 20. stoljeća nije počeo promovirati španjolski čelist Pablo Casals. Otada pa do danas Bachove su suite nezaobilazan dio violončelističkog repertoara i školskog gradiva. Starije su generacije težile romantičnoj izvedbi ovog baroknog djela: velikim, pjevnim i razrađenim frazama, tonskoj mekoći i virtuozitetu, dok današnji izvođači većinom, u većoj ili manjoj mjeri, slijede principe stilski osviještene interpretacije, što znači da se više usmjeravaju ka korektnosti spram manjih motiva i cjelina, bez grandioznih legata, virtuozno odsviranih pasaža i arpeggia i velikog dinamičkog kontrasta.